# Shizuko Kasagi
Shizuko Kasagi (笠置シヅ子, Kasagi Shizuko), de son vrai nom Shizuko Kamei (亀井静子, Kamei Shizuko), née le 25 août 1914 et morte le 30 mars 1985, est une chanteuse japonaise, connue comme la reine du Boogie-Woogie (ブギの王女, Bugi no ōjo).

## Biographie

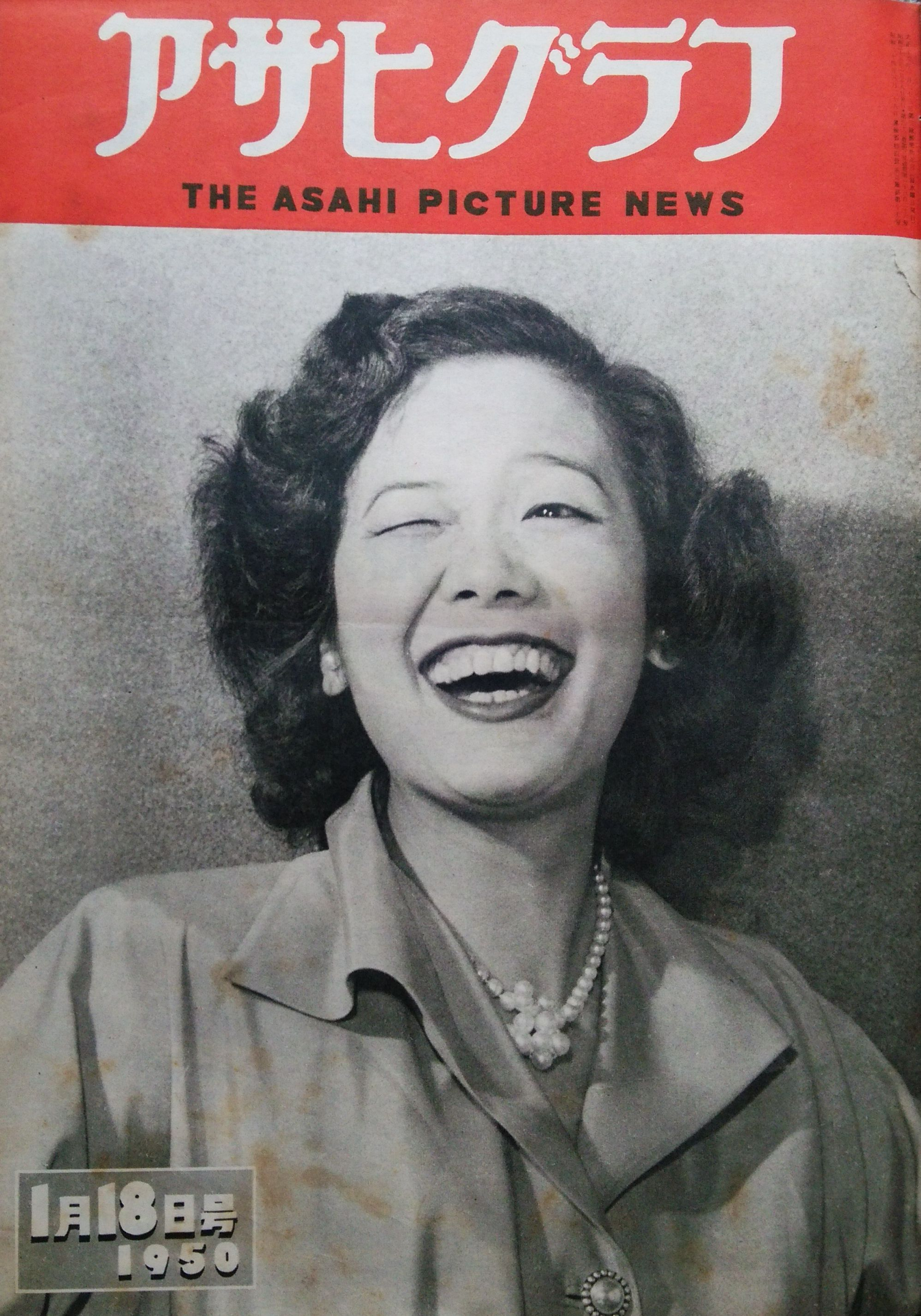
Shizuko Kasagi en couverture du Asahi Graph.

Adoptée, elle passe la plus grande partie de son enfance à Osaka. Elle rejoint un institut de formation spécialisé dans le chant et la danse après l'école primaire, où elle se fait connaître par sa petite taille et son caractère. Ce n'est qu'une fois adulte qu'elle se spécialise dans la danse, et finit par rejoindre en 1938 le Théâtre impérial, où elle fait la rencontre du compositeur de variété Ryōichi Hattori. La participation du Japon à la Seconde Guerre mondiale provoque la fermeture de certains des établissements où elle se produisait. Ceci l'amène à se retourner quelque temps vers le cinéma et à s'intéresser avec plus d'attention à la musique et au chant. C'est à cette époque que se décide la reconversion de ses activités. À la fin de la guerre, elle apparaît dans le premier spectacle à la réouverture du Théâtre du Japon (ja). En 1947, son titre Tokyo Boogie-Woogie (ja) devient un énorme succès populaire, suivi rapidement de beaucoup d'autres, tels qu'« Osaka Boogie-Woogie » ou encore « Jungle Boogie ». Aujourd'hui encore, nombreuses sont les personnes qui s'accordent à dire que Kasagi a constitué l'un des principaux réconforts de la population japonaise, alors sous l'occupation militaire américaine. Elle a été sans conteste la principale figure artistique et musicale de la fin des années 1940, jusqu'à l'apparition de la chanteuse de jazz Hibari Misora, qui d'ailleurs s'inspira de son style dans un premier temps.
Une fois passée la mode du boogie-woogie, Kasagi s'est principalement consacrée à sa carrière d'actrice pour la télévision. Au cinéma, elle est apparue dans 41 films entre 1939 et 1972. Elle meurt en 1985 d'un cancer des ovaires à l'âge de 70 ans.

## Filmographie sélective

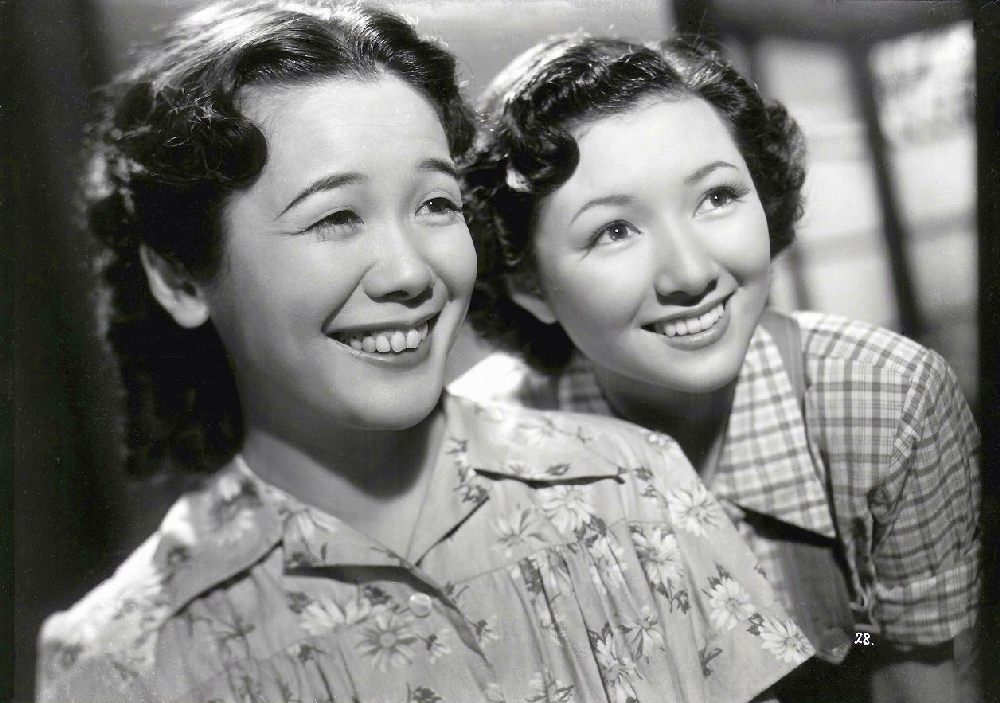
Shizuko Kasagi et Hideko Takamine dans Tokyo Folies (1949).

### Cinéma
- 1947 : Festin de printemps (春の饗宴, Haru no kyōen?) de Kajirō Yamamoto : Ranko Awashima
- 1948 : L'Ange ivre (酔いどれ天使, Yoidore Tenshi?) d'Akira Kurosawa : chanteuse
- 1948 : Utau Enoken torimonochou (歌ふエノケン捕物帖?) de Kunio Watanabe
- 1949 : Passion sans frein (果しなき情熱, Hateshinaki jonetsu?) de Kon Ichikawa
- 1949 : Tokyo Folies (銀座カンカン娘, Ginza Kankan Girl?) de Kōji Shima : Haru
- 1949 : Dassen jōnetsu musume (脱線情熱娘?) de Hideo Ōba : Toshiko
- 1950 : Peko-chan to Densuke (ペ子ちゃんとデン助?) de Shunkai Mizuho
- 1951 : Sous les fleurs de pêcher (桃の花の咲く下で, Momo no hana no saku shita de?) de Hiroshi Shimizu : Ayako
- 1951 : Onna Jirochō wakuwaku dōchū (女次郎長ワクワク道中?) de Bin Kado : Oshizu
- 1952 : Sekishun (惜春?) de Keigo Kimura : Ranko Kinugasa
- 1966 : Maman et ses onze enfants (かあちゃんと１１人の子ども, Kaachan to juichi-nin no kodomo?) de Heinosuke Gosho : Saku
- 1966 : 'Kūhaku no kiten' yori: Onna wa fukushū suru (「空の起点」より 女は復讐する?) de Kazuo Hase : Yuki Yasuda
- 1967 : Ōbantō Kobantō (大番頭小番頭?) de Michiyoshi Doi : Satoe Tamaru
- 1968 : Sukurappu shūdan (スクラップ集団?) de Tomotaka Tasaka : Tome Okamura
- 1970 : Gendai yakuza: Shinjuku no yotamono (新宿の与太者?) de Shin Takakuwa : la mère de Seiji
- 1971 : Zubekō banchō: zange no neuchi mo nai (ずべ公番長 ざんげの値打もない?) de Kazuhiko Yamaguchi
- 1971 : Okusama wa 18 sai: shinkon kyoshitsu (おくさまは18歳 新婚教室?) de Kunihiko Yamamoto
- 1971 : Kigeki: Onna ikitemasu (喜劇　女生きてます?) d'Azuma Morisaki

### Télévision
- 1956 : Bonbon ganbaru (série TV)